# فرانك رينييه
فرانك رينييه (بالفرنسية: Franck Renier)‏ ولد بتاريخ 11 أبريل 1974 في ماين، فرنسا، هو دراج فرنسي في صنف سباق الدراجات على الطريق.

## وصلات خارجية
- الموقع الرسمي

## روابط خارجية
- فرانك رينييه على موقع الاتحاد الدولي للدراجات (الإنجليزية)
- فرانك رينييه على موقع أرشيف الدراجات (الإنجليزية)
- فرانك رينييه على موقع إحصائيات الدراجات الإحترافية (الإنجليزية)
- فرانك رينييه على موقع نسبة الدراجات (الإنجليزية)
- فرانك رينييه على موقع CycleBase (الإنجليزية)